# Erdély irodalmi múzeumai
Irodalmi múzeum jeles írói személyiségek emlékét őrző intézmény, emlékkiállítás, emlékszoba, emlékház, emlékmúzeum vagy könyvtárak, helyi, megyei, országos múzeumok gyűjteményei formájában. Az erdélyi irodalmi emlékezést a következők szolgálják:

## Magyar irodalom
1. Ady Endre Emlékmúzeum Nagyváradon. 1979 óta 43 új szerzeménnyel gazdagodott, ezek között van György Mihály grafikus 6 Ady-versillusztrációja és Váró Márton Ady-plakettje. A múzeum – együttműködve testvérintézményével, a nagyváradi Iosif Vulcan Múzeummal – a bihari román–magyar kulturális kapcsolatok történetével foglalkozik: e tárgykör bizonyítékaiból kiállítást szerveztek, s Tóth János múzeumigazgató Prezenţa lui Ady Endre în presa şi literatura română c. előadást tartott (1980), majd tanulmányt közölt Societatea literară "A Holnap" din Oradea címmel a Crisia évkönyvében (1981). Megkezdődött a Szigligeti Társaság működésének kutatása is.
2. Arany János Emlékmúzeum Nagyszalontán.
3. Benedek Elek Emlékház Kisbaconban. A nagy mesemondó születésének 110. és halálának 40. évfordulója alkalmából 1969. május 25-én nyilvánították emlékházzá a régi írói otthont. Az egykori ebédlőteremben az író életművét, a belső szobában az írói pályafutást mutatják be. Itt őrzik Benedek Elek könyvtárát (140 mű az íróé), kéziratait (90 eredeti, 198 másolat), írótársainak hozzá intézett 256 levelét s a fénykép- és cikkgyűjteményt. Az írót örökíti meg Kádár Tibor, Szécsi András, Méder Ilona festménye, Kósa Bálint, Imets László metszete, Gergely István, Szilágyi Zsolt plakettja, Balogh Péter mellszobra. A park számára készült Gergely István életnagyságú Benedek-szobra.
Az emlékház jelentőségét mutatja, hogy több szakértő végzett itt gyűjtőmunkát, köztük Faragó József, Lengyel Dénes, Szabó Zsolt, Hegedűs János. Évente sok ezer látogató keresi fel a kisbaconi Benedek-kúriát, az ugyancsak az író emlékét idéző kertben évente emlékünnepség zajlik le. Bár az emlékháznak mint a sepsiszentgyörgyi Megyei Múzeum kihelyezett egységének külön költségvetése nincsen, a múzeumi anyag részben családi erőforrásokból, részben a könyveket, lapokat, fényképeket, emléktárgyakat adományozó közönség jóvoltából állandóan gyarapszik. Múzeumőr Bardóczné Gajzágó Éva.
4. Bod Péter Emlékkiállítás Magyarigenben. A kis múzeum 1969-ben a Magyar Athenas irodalmi lexikon szerzője halálának 200. évfordulója alkalmából létesült az író egykori munkahelyén, nem messze sírjától. A példamutató gyűjteményt Szegedi László gondozta.
5. Józsa Béla Emlékkiállítás Hodgyában. A Székelyudvarhelyi Múzeum részlegeként 1975-ben a munkásköltő szülőfalujában nyílt meg a Művelődési Otthon egyik szobájában. A kiállított anyag zöme fénykép-reprodukció: családi képek, az író egykori szociofotó-felvételei, műveinek, jegyzeteinek fényképmásolata. Eredeti néhány használati tárgy. Az otthon közelében áll Ferencz Ernő alkotása, az 1979-ben felavatott Józsa-bronzszobor.
6. Petőfi Múzeum Fehéregyházán. Az 1849. július 31-i segesvári csata hőseinek emlékoszlopa – Petőfi egyik feltételezett sírhelye – közelében külön kis épületben elhelyezett ereklyegyűjtemény. Emléktárgyai főleg fotokópiák és tartósított emlékkoszorúk.
7. Petőfi Múzeum Koltón. 1960 januárjában nyílt meg Palkó Gábor koltói tanító kezdeményezésére. Teleki Sándor kastélyának egyik déli oldalon fekvő szobájában kezdetben a költő életéhez s koltói tartózkodásához kapcsolódó másolatokat és bútorokat állítottak ki. 1968-tól Varga Andrásné Pál Rozália tanárnő és Sebők Mihály, egykori urasági béres ténykedése nyomán tovább gazdagodott a gyűjtemény. A külföldön élő Teleki utódok értékes eredeti okmányokat küldtek, kiállításra került Tőrös Gábor Petőfi-plakettje, Várvédő István Petőfi-mellszobra, B. Krajnik Ilona Petőfi és Júlia c. olajfestménye, Gy. Szabó Béla két metszete, Benczédi Sándor kisplasztikája. A nagy látogatottságnak örvendő zarándokhelyet a nagybányai Megyei Múzeum patronálja.
8. Tamási Áron Emlékház Farkaslakán. Az író szülőházában elhelyezett emléktárgyak, bútorok gyűjteménye, a tárlókban Tamási számos nyelven megjelent művei, 23 családi vonatkozású levele, róla szóló cikkek és fényképei. Itt őrzik az Ősvigasztalás c. színmű kéziratát, Nagy Imre Tamási-portréját, Cseh Gusztáv metszetét. A Csíkszeredai Múzeum irányítása alatt működő emlékházat az író születésének 75. évfordulóján, 1972. szeptember 24-én avatták; egyidejűleg leplezték le a templomkertben Szervátiusz Jenő és Tibor Tamási-emlékművét, s a szülőház falába emléktáblát helyeztek el. Az emlékházat az író öccse, Tamási Gáspár, a Vadon nőtt gyöngyvirág c. emlékezés (1970) szerzője gondozta haláláig (1982), ezután testvérhúga, Erzsébet és annak férje, Sípos Ferenc őrizte.
9. Tomcsa Sándor Emlékkiállítás. A Székelyudvarhelyi Múzeum helyi irodalomtörténeti részlegeként 1973-ban nyílt meg Törvényszék utca 31. szám alatt. Anyagállománya hűen tükrözi az író nemcsak irodalmi, hanem karikaturista és népművelő tevékenységét is. Egy falragaszgyűjtemény drámáinak színházi bemutatóira s az általa rendezett műkedvelői előadásokra emlékeztet. Állványon Székely József gipsz Tomcsa-portréja. Értékes a kézirat- és levélgyűjtemény.
10. Tompa László Emlékkiállítás. A Székelyudvarhelyi Múzeum helyi irodalomtörténeti alegységeként 1972-ben nyílt meg Törvényszék utca 10. szám alatt, a költő egykori lakásán. A szoba minden bútordarabja az egykori dolgozószobából való: itt van a költő íróasztala, könyvtára, folyóirat-gyűjteménye. Az egyik tárlóban válogatás az itt őrzött 1121 darabból álló levelezésből (köztük Benedek Elek, Kuncz Aladár, Benedek Marcell, Németh László, Áprily Lajos, Tamási Áron, Molter Károly, Sipos Domokos, Gaál Gábor, Sütő András levelei). Egy másik tárló a költő kéziratait őrzi, köztük 92 saját verskéziratát; itt látható a Lófürösztés eredeti fogalmazványa. A következő tárló a Tompa László életéről és műveiről írt könyveket, értékeléseket, bírálatokat tartalmazza, egy negyedik tárlóban kaptak helyet a költő kötetei és idegen nyelvű antológiákban németül, angolul, oroszul megjelent versei.
Állványon Benczédi Sándor agyagból és Verestóy Árpád gipszből készült Tompa-feje. A falon Nagy Imre tus- és szénrajza Tompa Lászlóról.
11. Tótfalusi Kis Miklós Emlékkiállítás Misztótfaluban. 1959. szeptember 1-jén nyitotta meg Molnár József lelkész a régi református parókia épületében. A gyűjteményben a XIV. századi templom maradványai, a helység pecsétjei, helytörténeti dokumentumok, az egykori fazekasság termékei mellett Tótfalusi Kis Miklós (1650–1702) életéhez és nyomdász, nyelvész, könyvkiadó munkásságához fűződő könyvek, tanulmányok, emlékek láthatók, köztük az 1685-ben nyomtatott Aranyos Biblia egy példánya is.
Magyar irodalmi anyag található a nem kimondottan magyar személyiségekhez kötött irodalmi múzeumokban is. A bukaresti Román Irodalmi Múzeumnak Domokos Éva irányítása alatt külön nemzetiségi részlege van, főleg kapcsolattörténeti anyaggal: itt őrzik Franyó Zoltán és Jancsó Elemér több kéziratát, Nagy István, Bartalis János, Jékely Zoltán számos levelét, valamint Nicolae Iorga, Sextil Puşcariu, Emanoil Bucuţa leveleit Bitay Árpád hagyatékából.
A kolozsvári Emil Isac Emlékmúzeumnak gazdag a magyar irodalmi vonatkozású anyaga, s a marosvásárhelyi Teleki Téka letétei közt szerepel többek közt Bárd Oszkár és Turnowsky Sándor kézirat- és levéltára. Hasonló letéteket őriz Nagyenyeden a Bethlen Könyvtár. Az egyes könyvtárak és levéltárak romániai magyar irodalmi anyagának repertóriuma még nem készült el. Számos irodalmi hagyaték családi gondozásban maradt.